# Studebaker Hawk

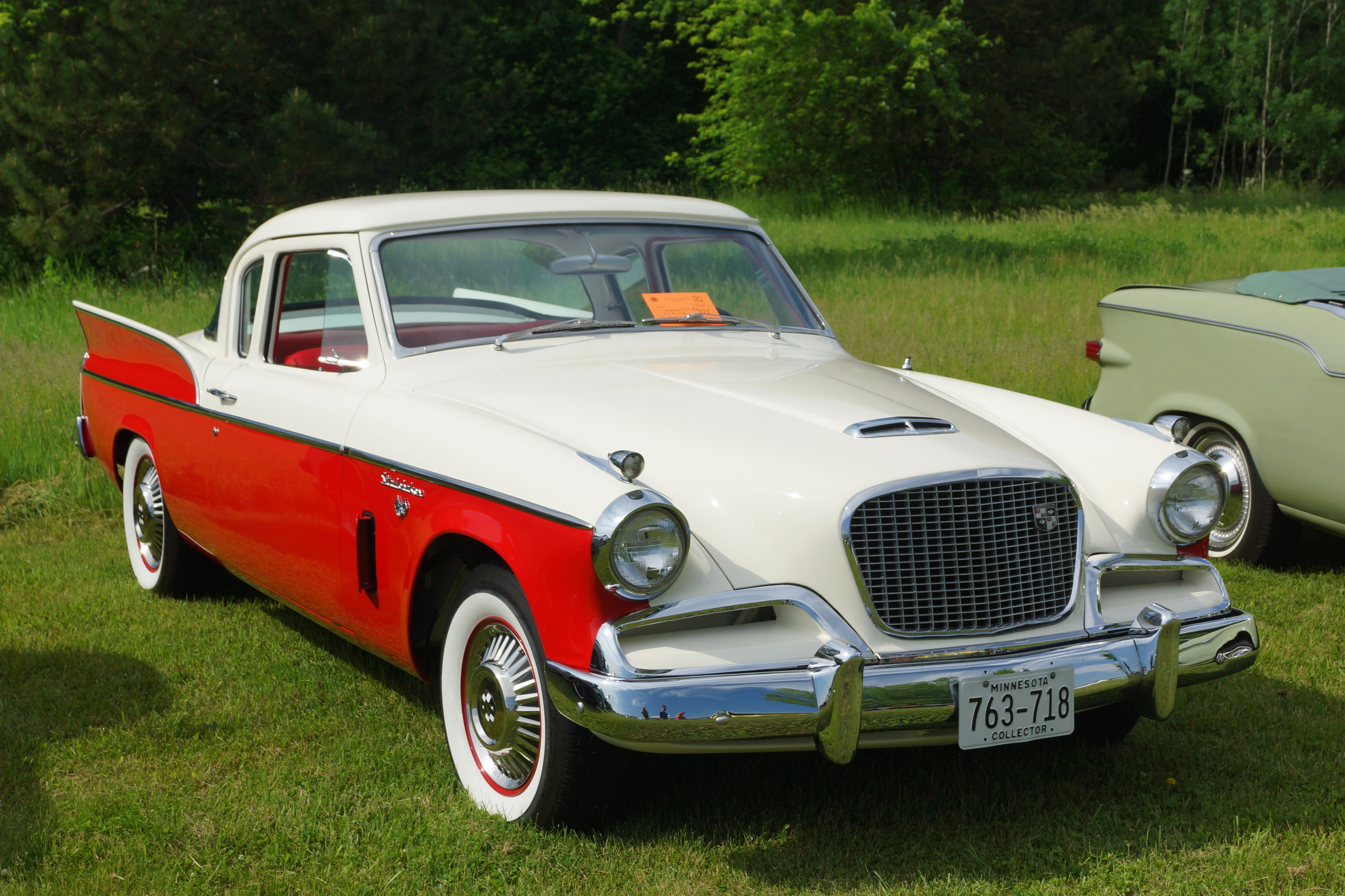
1957 Studebaker Silver Hawk

Der Studebaker Silver Hawk war ein PKW, den die Studebaker Corporation in South Bend (Indiana) 1957 bis 1959 herstellte. Prinzipiell das gleiche Fahrzeug wurde in den Jahren 1960 und 1961 unter dem Namen Studebaker Hawk weitergebaut, da es in dieser Zeit kein anderes Hawk-Modell mehr im Angebot gab.
Der Silver Hawk ersetzte die beiden schwächeren Modelle der viergliedrigen Hawk-Palette von 1956, den Flight Hawk mit dem Sechszylindermotor des Champion und den Power Hawk mit dem 4,2 Liter-V8-Motor des Commander. Beide Modelle waren Coupés mit B-Säulen für den US-Markt, und so war auch der Silver Hawk ausgelegt. Es gab ihn in drei Motorisierungen: mit dem 4,7 Liter-V8-Motor des President, als Doppelvergaserversion mit 210 bhp (154 kW) und Doppel-Registervergaserversion mit 225 bhp (165 kW), oder mit dem 3 Liter-Reihensechszylindermotor des Champion mit 101 bhp (75 kW).
Nach dem Erscheinungsbild war der Silver Hawk die Coupéversion mit B-Säulen des Golden Hawk, des höher angesiedelten der beiden Hawk-Modelle der Jahre 1957 und 1958. Er hatte etwas weniger Chromschmuck und eine etwas einfachere Zweifarbenlackierung (eine Farbe oberhalb der Gürtellinie und die Zweite unterhalb). Viele Exemplare wurden von den Händlern in reinweiß nur an den Heckflossen bestellt, und manchmal war die Dachunterkante oder die rechten und linken „Seitengrills“ in einer Kontrastfarbe aus dem Studebaker-Sortiment lackiert. Diese Kontrastfarbe passte üblicherweise zum Interieur; einige waren blau, gold, rot oder schwarz, und das sah nach Überzeugung einiger Besitzer besser aus, als die werksmäßige Zweifarbenlackierung.

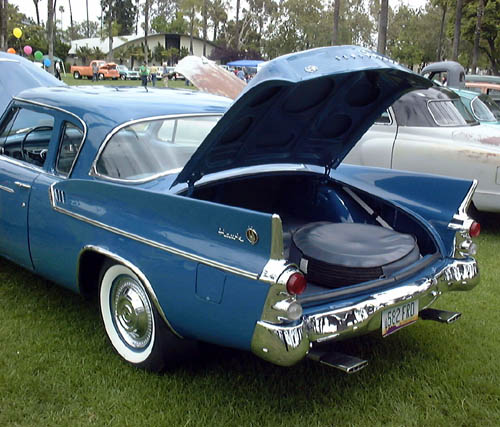
Studebaker Hawk (1960)

Mitten in der finanziellen Krise von Studebaker nach den desaströsen Verkaufszahlen des Rezessionsjahres 1958 lief der Golden Hawk aus. Daher war der 1959er Silver Hawk das einzige Hawk-Modell, das noch hergestellt wurde; man behielt es nur im Programm, da die Händler wenigstens ein glamouröses Flaggschiff als Anziehungspunkt für die Kunden haben wollten. Diese Kunden aber kauften eher Studebakers letzte Hoffnung, den „Kompaktwagen“ Lark. Tatsächlich war der Silver Hawk das einzige noch verfügbare Studebaker-Modell außer dem Lark. 1959 war der Silver Hawk eine Art Kombination aus den Ausstattungen des Golden Hawk und des Silver Hawk des Vorjahres: Die Aufschrift „Silver Hawk“ wanderte von der Kofferraumhaube an die Heckflossen und hatte nun das neue Hawk-Emblem zwischen beiden Worten. Die Parkleuchten wurden von den vorderen Kotflügeln in die Seitengrills versetzt, es gab Chromumrandungen an den Fenstern, wie beim Golden Hawk der Jahre 1953 und 1954, und das Interieur hatte auch von beiden Modellen etwas geerbt. Die Zweifarbenlackierungen gab es nur noch für die Exportmodelle.
1959 war für Studebaker dank des Lark das erste nach sechs mageren Jahren, in dem wieder Profit erwirtschaftet wurde, und so durfte auch der Silver Hawk mit seinen 7.788 Verkäufen noch etwas weiterleben. Die neuen Modelle für 1960 hießen einfach „Hawk“, da es ja keinen anderen Hawk mehr gab, und sie wurden relativ unverändert von 1959 übernommen. Der einzige Unterschied war die Übernahme des bisher beim Golden Hawk eingesetzten 4,7 Liter-V8-Motors, aber ohne den Kompressor. Dies war der einzige Motor, der für die US-Modelle in den Jahren 1960 und 1961, dem letzten Jahr der Flossenmodelle, verfügbar war. Einige Sechszylinder- und 4,2 Liter-V8-Motoren wurden in Exportmodelle eingebaut. 1961 gab es in beschränktem Ausmaß die Zweifarbenlackierung wieder: beige in einem Streifen an der Basis der Heckflossen.
1962 wurde das Modell durch den neuen Studebaker Gran Turismo Hawk abgelöst.

## Fast das Ende der Baureihe?
Am Beginn des Modelljahres 1960 drohte den US-Autoherstellern ein Stahlstreik, und der Mangel an Stahl traf Studebaker - wesentlich kleiner als AMC oder die „Großen Drei“ - besonders hart.
Studebaker hatte ein nachweislich gut verkäufliches Modell im Lark von 1959, das 1960 mit kleinen Änderungen weitergebaut wurde. Vor dem Hintergrund des Stahlmangels beschloss die Gesellschaft, sich darauf zu konzentrieren, so viele Lark wie möglich herzustellen, damit man die Händler ausreichend mit Neuwagen versorgen konnte. Damit geriet die Produktion des Silver Hawk im November und Dezember 1959 in Rückstand.
Zum Nachteil für Studebaker - aber zum Vorteil der Hawk-Kunden - brachen in den letzten Monaten des Jahres 1959 die Verkaufszahlen des Lark weg. Ab Anfang Februar 1960 wurden endlich die Hawk-Modelle auf den Bändern in South Bend hergestellt.
Man weiß nicht, was passiert wäre, wenn die Verkaufszahlen des Lark auf dem Niveau des Modelljahres 1959 geblieben wären, aber es gibt Vermutungen, dass die Gesellschaft dann gar keine Hawk mehr gebaut hätte. Der lange Zeitraum zwischen der Ankündigung des neuen Modells und dem Start der Hawk-Produktion zeigt nur, wie nahe die Gesellschaft daran war, ein Modell, das sie zumindest halbherzig in Prospekten beworben hatte, gar nicht herzustellen.
Glücklicherweise lebte der Hawk aber weiter, und später in diesem Modelljahr gewann ein Serienmodell in seiner Klasse den Mobil Economy Run mit 12,5 Litern/100 km.